# Бартон, Брюс
Брюс Бартон (Bruce Fairchild Barton; 5 августа 1886 года, штат Теннесси, США — 5 июля 1967 года) — американский писатель, копирайтер, бизнесмен, конгрессмен, филантроп, один из руководителей и основателей крупнейшего рекламного агентства BBDO.

## Биография
Брюс Бартон родился в 1886 году в штате Теннесси, США в семье священника. В 1907 году окончил Амхерст — колледж. Свою карьеру Брюс Бартон начал с торговли кленовым сиропом. Работал публицистом, менеджером по продаже рекламы и редактором журнала. В 1919 году Брюс Баротон совместно с Роем Дерштайном (Roy Sarles Durstine) и Алексом Осборном (Alex Faickney Osborn) основал рекламное агентство «Бартон, Дерштайн, Осборн» — BDO. В 1928 году, девять лет спустя агентство объединилось с агентством Джорджа Баттена (George Batten) и стало именоваться агентство «Баттен, Бартон, Дерштайн & Осборн» (BBDO).
Новое рекламное агентство возглавил Брюс Бартон и оставался его руководителем до 1961 года. За это время агентство BBDO стало крупнейшим в мире.
Брюс Бартон первым в истории Америки предложил использовать СМИ для продвижения политических кандидатов во время выборов. Придерживаясь консервативных политических взглядов и будучи ярым противником Франклина Рузвельта, он помогал многим республиканским кандидатам в президенты за эти годы. В 1937 году Брюс Бартон решил сам сделать политическую карьеру. Он был избран в палату представителей от республиканской партии. В 1940, пытаясь получить место в Сенате от Нью-Йорка, он был замешан в скандал противоборствующей партией и потерпел поражение. Прекратив свою политическую деятельность, Брюс Бартон вернулся к рекламе.

## Достижения
Брюс Бартон был самым известным рекламистом своего времени. Среди его рекламных кампаний создание образа Бетти Крокер (Betty Crocker), одной из лучших рекламных мистификаций XX столетия. Ему приписывают наименование General Motors и General Electric. Ему также принадлежит идея об участии компаний в качестве спонсора программ в общественных СМИ.
Бартон написал множество книг и несколько томов эссе. Широчайшую популярность Брюсу Бартону принесла его самая известная книга «Человек, которого никто не знает» (The Man Nobody Knows), изданная Bobbis-Merrill в 1925 году. В ней он представил Иисуса Христа как успешного оратора, публициста, рекламиста и бизнесмена и призвал всех брать с него пример. Его перу принадлежит также легендарное письмо, отправленное 24 адресатам, чтобы собрать средства для колледжа Бири, и получившее 100 % отклик.
Как бизнесмен и писатель он много сотрудничал с Эндрю Карнеги и Генри Фордом, первым предложив им использовать рекламу для продвижения товаров. Пять президентов получили свой пост, во многом благодаря помощи Бартона. В 1932 году Бартон разработал несколько макетов и серию социальных рекламных текстов, направленных против военных действий, которые не были опубликованы по политическим соображениям.
Бартон был широко известен как лектор, автор книг бестселлеров, посвященных личностному развитию и достижению успеха. Он также написал сотни статей для популярных журналов, давая читателям советы и вдохновляя их на достижения «американской мечты». Его взгляды во многом повлияли на формирование американской культуры.

## BBDO
Сегодня BBDO Worldwide представлено 287 компаниями в 79 странах мира.

## BBDO в России
В России компания BBDO Moscow была сформирована в 1989 году штатом из 5 человек для рекламной поддержки в Советском Союзе первого завода, выпускающего Пепси-Колу. Сегодня группа компаний BBDO Russia входит в рекламно-коммуникационный холдинг Omnicom Group и в состав мировой сети BBDO Worldwide.

## Список произведений
«Человек, которого никто не знает» (The Man Nobody Knows) 1925 год.
What Can a Man Believe? 1927 год.